# Leif Zetterberg

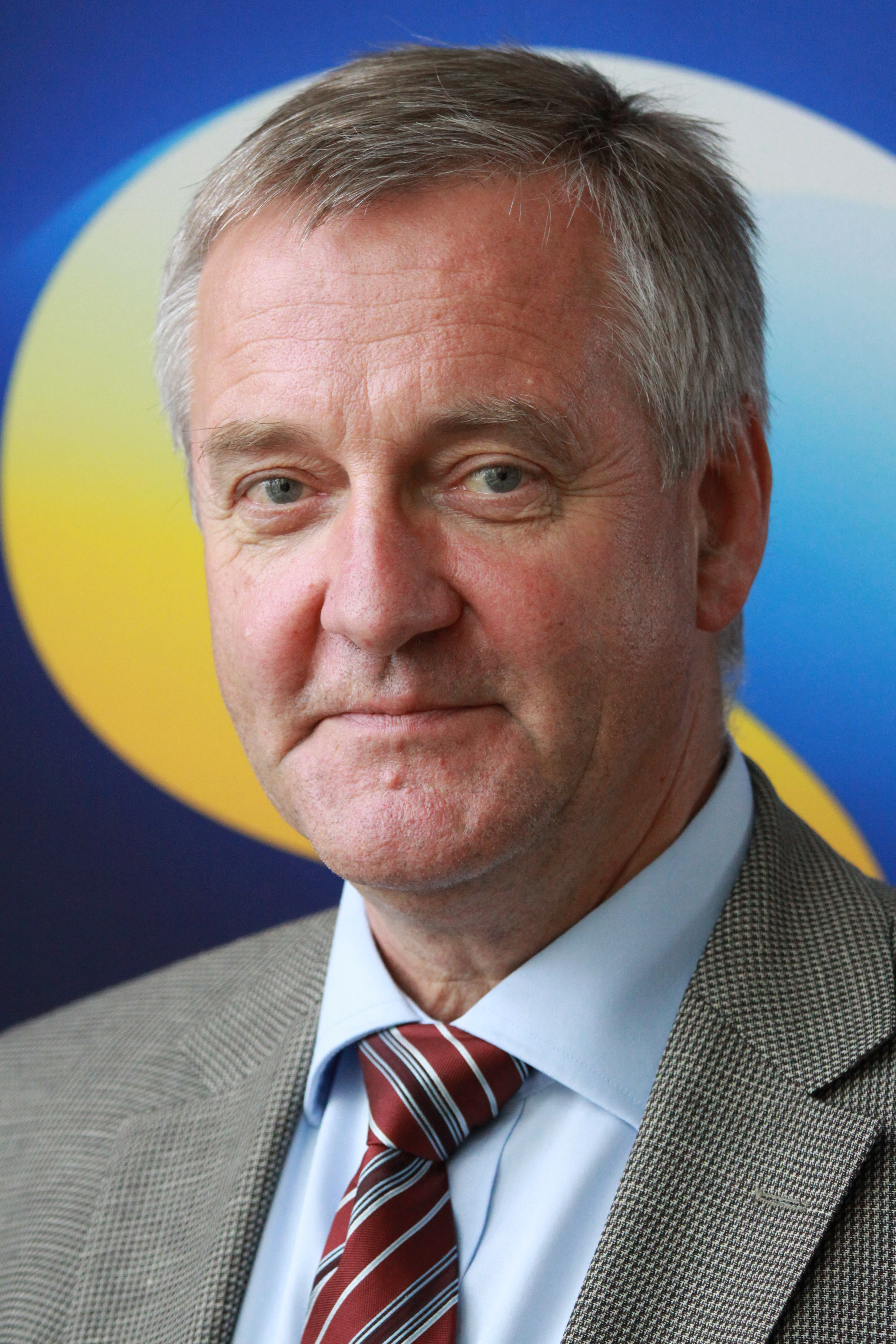
Leif Zetterberg.

Leif Rune Zetterberg, född 25 mars 1949 i Husby-Sjutolfts församling i Uppsala län, död den 13 november 2019 i Övergrans distrikt i Håbo kommun, var en svensk politiker (centerpartist) och ämbetsman. Zetterberg var statssekreterare i regeringen Reinfeldt hos infrastrukturminister Åsa Torstensson under perioden oktober 2006 – oktober 2010.
Zetterberg studerade bland annat matematik vid Uppsala universitet. Under åren 1968–1969 var han ombudsman för Uppsala CUF. Mellan 1969 och 1972 var han riksombudsman för CUF för att därefter bli förbundssekreterare i CUF, en tjänst han innehade till 1976 då han blev politiskt sakkunnig på Statsrådsberedningen under den första Fälldin-regeringen. Under åren 1979–1980 var han kampanjsekreterare för Folkkampanjen Nej till Kärnkraft. Efter folkomröstningen om kärnkraft blev han kansliråd i Statsrådsberedningen till riksdagsvalet 1982. Efter att den tredje Fälldin-regeringen avgått började han 1983 arbeta på LRF där han var VD mellan 1990 och 2003, för att därefter bli egen företagare på gården Övergrans jordbruk som verkar framförallt i upplevelsebranschen. Zetterberg har också varit ordförande i Aktiebolaget Trav och Galopp och satt från 2018 i styrelsen för Svensk Galopp fram till sin bortgång.